# Вучићева буна
Вучићева буна је била буна, коју је предводио Тома Вучић Перишић против кнеза Михаила Обреновића. Буна је трајала од 30. августа до 7. септембра 1842, када је кнез Михаило био присиљен да напусти Србију и положај кнеза. Вучић је потом, као „предводитељ народа“, у Београду за кнеза прогласио Александра Карађорђевића. Михаило Обреновић поново је био кнез Србије од 1860. до 1868, када је убијен у Кошутњаку.